# 이제르주의 캉통
프랑스 이제르주에는 총 29개의 캉통이 속해 있다. 2015년 3월 행정구역 총개편으로 인해 현재는 다음과 같이 설치되어 있다.
- 비에브르
- 부르고앵잘리외
- 샤르트뢰즈기에르
- 샤르비외샤바뇌
- 에시롤
- 퐁텐세시네
- 퐁텐베르코르
- 르그랑랑
- 그르노블 1
- 그르노블 2
- 그르노블 3
- 그르노블 4
- 르오그레지보당
- 릴다보
- 마테진트리에브
- 멜랑
- 모레스텔
- 르무아양그레지보당
- 우아장로망슈
- 르퐁드클레
- 루시용
- 생마르탱데르
- 르쉬드그레지보당
- 라투르뒤팽
- 튈랭
- 라베르필리에르
- 비엔 1
- 비엔 2
- 부아롱